# Idaea orilochia
Idaea orilochia är en fjärilsart som beskrevs av Druce 1893. Idaea orilochia ingår i släktet Idaea och familjen mätare. Inga underarter finns listade i Catalogue of Life.